# Accadia - Deliceto
Accadia - Deliceto este o arie protejată (arie specială de conservare — SAC, sit de importanță comunitară — SCI) din Italia întinsă pe o suprafață de 3.523 ha, integral pe uscat.

## Localizare
Centrul sitului Accadia - Deliceto este situat la coordonatele 41°11′16″N 15°18′01″E / 41.187778°N 15.300278°E.

## Înființare
Situl Accadia - Deliceto a fost declarat sit de importanță comunitară în iunie 1995 pentru a proteja 1 specie de plante și 17 specii de animale. Situl a fost protejat și ca arie specială de conservare în iulie 2015.

## Biodiversitate
Situată în ecoregiunea mediteraneană, aria protejată conține 6 habitate naturale: Pajiști uscate seminaturale și facies de acoperire cu tufișuri pe substraturi calcaroase (Festuco-Brometalia) (* situri importante pentru orhidee), Galerii de Salix alba și de Populus alba, Pajiști uscate din regiunea submediteraneeană estică (Scorzoneratalia villosae), Păduri panonice-balcanice de stejar turcesc - stejar sesil, Păduri de Quercus ilex și Quercus rotundifolia, Pante stâncoase calcaroase cu vegetație casmofită.
La baza desemnării sitului se află mai multe specii protejate:
- plante (1): Stipa austroitalica
- păsări (14): ciocârlie-de-câmp (Alauda arvensis), pescăruș albastru (Alcedo atthis), caprimulg (Caprimulgus europaeus), porumbel gulerat (Columba palumbus), muscar-gulerat (Ficedula albicollis), sfrâncioc roșiatic (Lanius collurio), ciocârlie de bărăgan (Melanocorypha calandra), gaia neagră (Milvus migrans), gaia roșie (Milvus milvus), sitar de pădure (Scolopax rusticola), turturică (Streptopelia turtur), mierlă (Turdus merula), sturz-cântător (Turdus philomelos), sturz (Turdus pilaris)
- amfibieni (2): Bombina pachypus, Triturus carnifex
- reptile (1): șarpele cu patru dungi (Elaphe quatuorlineata)

Pe lângă speciile protejate, pe teritoriul sitului au mai fost identificate 8 specii de plante, 2 specii de amfibieni, 3 specii de reptile.